# Sejstrup (Hunderup Sogn)
 For alternative betydninger, se Sejstrup. (Se også artikler, som begynder med Sejstrup)
Sejstrup er en lille naboby til Hunderup (Esbjerg Kommune), med Sejstrup Station.

## Eksterne links
- Niels-Jørgen Hvidberg: hunderup-sejstrup.dk Arkiveret 27. juni 2007 hos  Wayback Machine